# Liberty Global
A  Liberty Global  a  világ legnagyobb nemzetközi kábelkommunikációs vállalata, amely 10 európai országban működik Virgin Media O2, VodafoneZiggo, Telenet, Vigin Media és UPC márkaneveken. A Liberty Global infrastrukturális beruházásaival a digitális forradalom vívmányainak legszéleskörűbb elérhetőségét kínálja ügyfelei számára. A vállalat az innováció elkötelezettjeként piacvezető termékeket fejleszt, melyek új generációs hálózatokon keresztül kötnek össze 21 millió ügyfelet-több mint 45 millió televíziós, szélessávú internet és telefonszolgáltatás előfizetőjét. A Liberty Global 6 millió mobil-előfizetővel rendelkezik, valamint 12 millió ponton elérhető wifi-szolgáltatást nyújt. Mindemellett a Liberty Global 50%-os tulajdonosa a VodafoneZiggo vállalatnak Hollandiában, amely 4 millió ügyfele révén 10 millió vezetékes és 5 millió mobiltelefon-előfizetést nyújt, valamint jelentős befektetésekkel rendelkezik az ITV, az All3Media, az ITI Neovision, és a Lionsgate cégekben, a Formula E Racingben és számos regionális sportcsatornában.

## UPC Broadband
A UPC Europe (broadband) teljes nevén United Pan-Europe Communications Európa legnagyobb kábeltelevízió-szolgáltatója. 100%-os tulajdonosa 1998 eleje óta az egyesült államokbeli Liberty Global nevű vállalat volt, amely a világ vezető kábeltelevízió-szolgáltatójának számít, ma már csak egy országban, Szlovákiában van UPC Broadband, a többi országban általában másik céggel való egyesülés következtében véglegesen megszűntek, előfordult a márka váltás is.
A UPC Broadband-ot a hollandiai Amszterdamban a Philips alapította 1995-ban, de a Liberty Global a márkanevet és a teljes Broadband-ot mindenestül felvásárolta illetve létrehozott még többet, mint például 1998-ban a Kábelkom és a Kábelnet egyesülésével a UPC Magyarországot, mely később 2020-ban szűnt meg végleg, a Vodafone csoport általi felvásárlás következtében.

## Chellomédia
2013 októbere óta az AMC Networks lett az új a tulajdonosa az addig nemzetközi kábeltelevíziós médiaholding portfoliójába tartozó Chellomedia-nak, amely egy kábeltelevíziós csatornákat üzemeltető és számukra műsorokat gyártó társaság.